# 중부바위쥐
중부바위쥐(Zyzomys pedunculatus)는 쥐과에 속하는 설치류의 일종이다. 오스트레일리아에서만 발견된다. 바위가 드문드문 지상에 노출되어 있는 산악 경사면 지역과 구릉 초원, 앞이 트인 낮은 관목 지대 또는 삼림 지대에서 발견된다. 역사적으로 중부바위쥐는 노던준주 맥도넬산맥 서부 77km 지역에서만 발견되었다.